# Turnabout Ridge
Turnabout Ridge är en bergstopp i Antarktis. Den ligger i Östantarktis. Nya Zeeland gör anspråk på området. Toppen på Turnabout Ridge är 2 225 meter över havet, eller 31 meter över den omgivande terrängen. Bredden vid basen är 0,84 km.
Terrängen runt Turnabout Ridge är huvudsakligen kuperad, men åt sydost är den platt. Trakten är obefolkad. Det finns inga samhällen i närheten. 